# Grand Prix Formule 1 van Japan 2012
De Grand Prix Formule 1 van Japan 2012 werd gehouden op 7 oktober 2012 op het Suzuka International Racing Course. Het was de vijftiende race van het jaar.

## Wedstrijdverslag

### Achtergrond

#### DRS-systeem
De zone waarin coureurs hun DRS-systeem kunnen gebruiken als zij binnen één second van hun voorganger rijden, is twintig meter korter dan in 2011. De DRS-zone bevindt zich op het rechte stuk van start/finish en het detectiepunt ligt vijftig meter voor de bochtencombinatie Casio Triangle.

### Kwalificatie
Het Red Bull-duo Sebastian Vettel en Mark Webber starten op de plaatsen 1 en 2. Hierachter kwalificeerde Jenson Button in zijn McLaren zich als derde. Kamui Kobayashi kwalificeerde zich voor Sauber op de vierde plaats, voor Romain Grosjean in zijn Lotus en de andere Sauber van Sergio Pérez. Ferrari-coureur Fernando Alonso werd zevende in de kwalificatie. De andere Lotus van Kimi Räikkönen en de andere McLaren van Lewis Hamilton werden achtste en negende. Nico Hülkenberg zette in zijn Force India geen tijd neer in Q3 en werd hiermee automatisch tiende.
Mercedes-coureur Michael Schumacher kreeg na afloop van de vorige race een gridstraf van tien plaatsen voor deze race, omdat hij achter op de Toro Rosso van Jean-Éric Vergne reed.
Jenson Button kreeg na afloop van de kwalificatie een gridstraf van vijf plaatsen vanwege het wisselen van zijn versnellingsbak. Nico Hülkenberg krijgt hiervoor vijf plaatsen straf. Hierdoor staat de Ferrari van Felipe Massa tiende.
Jean-Éric Vergne kreeg een gridstraf van drie plaatsen voor het ophouden van de Williams van Bruno Senna.

### Race
Sebastian Vettel won ook de race, zette de snelste ronde neer en reed elke ronde aan de leiding, waarmee hij zijn tweede "Grand Chelem" scoorde (de eerste was in de Grand Prix van India 2011). Felipe Massa werd tweede en eindigde voor het eerst sinds de Grand Prix van Korea 2010 op het podium. Kamui Kobayashi werd derde en behaalde hiermee zijn eerste podium en het tweede thuispodium voor een Japanner sinds 1990. Het McLaren-duo Jenson Button en Lewis Hamilton eindigden op de plaatsen 4 en 5, vlak voor Kimi Räikkönen en Nico Hülkenberg. Pastor Maldonado behaalde in zijn Williams voor het eerst sinds zijn overwinning in Spanje weer punten op de achtste plaats. Mark Webber en de Toro Rosso van Daniel Ricciardo verdeelden de laatste punten.
In de eerste ronde werd kampioenschapsleider Fernando Alonso geraakt door Kimi Räikkönen, waardoor Alonso met een lekke band op moest geven. Nico Rosberg viel in de eerste ronde uit door een aanrijding met Bruno Senna. Ook Romain Grosjean en Mark Webber raakten elkaar in de eerste ronde, maar zij konden beiden de race voortzetten.

## Vrije trainingen
- Er wordt enkel de top 5 weergegeven.

| Vrije training 1 | Pos | No | Coureur            | Constructeur            | Tijd     |
| ---------------- | --- | -- | ------------------ | ----------------------- | -------- |
| Vrije training 1 | 1   | 3  | Jenson Button      | McLaren-Mercedes        | 1:34.507 |
| Vrije training 1 | 2   | 4  | Lewis Hamilton     | McLaren-Mercedes        | 1:34.740 |
| Vrije training 1 | 3   | 2  | Mark Webber        | Red Bull Racing-Renault | 1:34.856 |
| Vrije training 1 | 4   | 8  | Nico Rosberg       | Mercedes                | 1:35.059 |
| Vrije training 1 | 5   | 7  | Michael Schumacher | Mercedes                | 1:35.122 |
| Vrije training 2 | Pos | No | Coureur            | Constructeur            | Tijd     |
| Vrije training 2 | 1   | 2  | Mark Webber        | Red Bull Racing-Renault | 1:32.493 |
| Vrije training 2 | 2   | 4  | Lewis Hamilton     | McLaren-Mercedes        | 1:32.707 |
| Vrije training 2 | 3   | 1  | Sebastian Vettel   | Red Bull Racing-Renault | 1:32.836 |
| Vrije training 2 | 4   | 12 | Nico Hülkenberg    | Force India-Mercedes    | 1:32.987 |
| Vrije training 2 | 5   | 5  | Fernando Alonso    | Ferrari                 | 1:33.093 |
| Vrije training 3 | Pos | No | Coureur            | Constructeur            | Tijd     |
| Vrije training 3 | 1   | 1  | Sebastian Vettel   | Red Bull Racing-Renault | 1:32.136 |
| Vrije training 3 | 2   | 2  | Mark Webber        | Red Bull Racing-Renault | 1:32.371 |
| Vrije training 3 | 3   | 6  | Felipe Massa       | Ferrari                 | 1:32.824 |
| Vrije training 3 | 4   | 7  | Michael Schumacher | Mercedes                | 1:32.918 |
| Vrije training 3 | 5   | 15 | Sergio Pérez       | Sauber-Ferrari          | 1:32.920 |

Testcoureurs:
- Valtteri Bottas (Williams-Renault; P18)
- Giedo van der Garde (Caterham-Renault; P23)

## Kwalificatie
| Pos                 | No | Coureur            | Constructeur            | Q1       | Q2       | Q3        | Grid |
| ------------------- | -- | ------------------ | ----------------------- | -------- | -------- | --------- | ---- |
| 1                   | 1  | Sebastian Vettel   | Red Bull Racing-Renault | 1:32.608 | 1:31.501 | 1:30.839  | 1    |
| 2                   | 2  | Mark Webber        | Red Bull Racing-Renault | 1:32.951 | 1:31.950 | 1:31.090  | 2    |
| 3                   | 3  | Jenson Button      | McLaren-Mercedes        | 1:33.077 | 1:31.772 | 1:31.290  | 8    |
| 4                   | 14 | Kamui Kobayashi    | Sauber-Ferrari          | 1:32.042 | 1:31.886 | 1:31.700  | 3    |
| 5                   | 10 | Romain Grosjean    | Lotus-Renault           | 1:32.029 | 1:31.968 | 1:31.898  | 4    |
| 6                   | 15 | Sergio Pérez       | Sauber-Ferrari          | 1:32.147 | 1:32.169 | 1:32.022  | 5    |
| 7                   | 5  | Fernando Alonso    | Ferrari                 | 1:32.459 | 1:31.833 | 1:32.114  | 6    |
| 8                   | 9  | Kimi Räikkönen     | Lotus-Renault           | 1:32.221 | 1:31.826 | 1:32.208  | 7    |
| 9                   | 4  | Lewis Hamilton     | McLaren-Mercedes        | 1:33.061 | 1:32.121 | 1:32.327  | 9    |
| 10                  | 12 | Nico Hülkenberg    | Force India-Mercedes    | 1:32.828 | 1:32.272 | geen tijd | 15   |
| 11                  | 6  | Felipe Massa       | Ferrari                 | 1:32.946 | 1:32.293 |           | 10   |
| 12                  | 11 | Paul di Resta      | Force India-Mercedes    | 1:32.898 | 1:32.327 |           | 11   |
| 13                  | 7  | Michael Schumacher | Mercedes                | 1:33.349 | 1:32.469 |           | 23   |
| 14                  | 18 | Pastor Maldonado   | Williams-Renault        | 1:32.834 | 1:32.512 |           | 12   |
| 15                  | 8  | Nico Rosberg       | Mercedes                | 1:33.015 | 1:32.625 |           | 13   |
| 16                  | 16 | Daniel Ricciardo   | STR-Ferrari             | 1:33.059 | 1:32.954 |           | 14   |
| 17                  | 17 | Jean-Éric Vergne   | STR-Ferrari             | 1:33.370 | 1:33.368 |           | 19   |
| 18                  | 19 | Bruno Senna        | Williams-Renault        | 1:33.405 |          |           | 16   |
| 19                  | 20 | Heikki Kovalainen  | Caterham-Renault        | 1:34.657 |          |           | 17   |
| 20                  | 24 | Timo Glock         | Marussia-Cosworth       | 1:35.213 |          |           | 18   |
| 21                  | 22 | Pedro de la Rosa   | HRT-Cosworth            | 1:35.385 |          |           | 20   |
| 22                  | 25 | Charles Pic        | Marussia-Cosworth       | 1:35.429 |          |           | 21   |
| 23                  | 21 | Vitaly Petrov      | Caterham-Renault        | 1:35.432 |          |           | 22   |
| 24                  | 23 | Narain Karthikeyan | HRT-Cosworth            | 1:36.734 |          |           | 24   |
| 107% tijd: 1:38.471 |    |                    |                         |          |          |           |      |

## Race
| Pos | No | Coureur            | Constructeur            | Rondes | Tijd/Oorzaak uitval | Grid | Punten |
| --- | -- | ------------------ | ----------------------- | ------ | ------------------- | ---- | ------ |
| 1   | 1  | Sebastian Vettel   | Red Bull Racing-Renault | 53     | 1:28:56.242         | 1    | 25     |
| 2   | 6  | Felipe Massa       | Ferrari                 | 53     | +20.639             | 10   | 18     |
| 3   | 14 | Kamui Kobayashi    | Sauber-Ferrari          | 53     | +24.538             | 3    | 15     |
| 4   | 3  | Jenson Button      | McLaren-Mercedes        | 53     | +25.098             | 8    | 12     |
| 5   | 4  | Lewis Hamilton     | McLaren-Mercedes        | 53     | +46.490             | 9    | 10     |
| 6   | 9  | Kimi Räikkönen     | Lotus-Renault           | 53     | +50.424             | 7    | 8      |
| 7   | 12 | Nico Hülkenberg    | Force India-Mercedes    | 53     | +51.159             | 15   | 6      |
| 8   | 18 | Pastor Maldonado   | Williams-Renault        | 53     | +52.364             | 12   | 4      |
| 9   | 2  | Mark Webber        | Red Bull Racing-Renault | 53     | +54.675             | 2    | 2      |
| 10  | 16 | Daniel Ricciardo   | STR-Ferrari             | 53     | +1:06.919           | 14   | 1      |
| 11  | 7  | Michael Schumacher | Mercedes                | 53     | +1:07.769           | 23   |        |
| 12  | 11 | Paul di Resta      | Force India-Mercedes    | 53     | +1:23.460           | 11   |        |
| 13  | 17 | Jean-Éric Vergne   | STR-Ferrari             | 53     | +1:28.645           | 19   |        |
| 14  | 19 | Bruno Senna        | Williams-Renault        | 53     | +1:28.709           | 16   |        |
| 15  | 20 | Heikki Kovalainen  | Caterham-Renault        | 52     | +1 ronde            | 17   |        |
| 16  | 24 | Timo Glock         | Marussia-Cosworth       | 52     | +1 ronde            | 18   |        |
| 17  | 21 | Vitaly Petrov      | Caterham-Renault        | 52     | +1 ronde            | 22   |        |
| 18  | 22 | Pedro de la Rosa   | HRT-Cosworth            | 52     | +1 ronde            | 20   |        |
| 19  | 10 | Romain Grosjean    | Lotus-Renault           | 51     | Uitgevallen         | 4    |        |
| DNF | 25 | Charles Pic        | Marussia-Cosworth       | 36     | Motor               | 21   |        |
| DNF | 23 | Narain Karthikeyan | HRT-Cosworth            | 32     | Motor               | 24   |        |
| DNF | 15 | Sergio Pérez       | Sauber-Ferrari          | 19     | Spin                | 5    |        |
| DNF | 5  | Fernando Alonso    | Ferrari                 | 1      | Ongeluk             | 6    |        |
| DNF | 8  | Nico Rosberg       | Mercedes                | 1      | Ongeluk             | 13   |        |

## Standen na de Grand Prix
- Er wordt enkel de top 5 weergegeven.

### Coureurs
| Positie | Nummer | Rijder           | Team                    | Punten |
| ------- | ------ | ---------------- | ----------------------- | ------ |
| 1       | 5      | Fernando Alonso  | Ferrari                 | 194    |
| 2       | 1      | Sebastian Vettel | Red Bull Racing-Renault | 190    |
| 3       | 9      | Kimi Räikkönen   | Lotus-Renault           | 157    |
| 4       | 4      | Lewis Hamilton   | McLaren-Mercedes        | 152    |
| 5       | 2      | Mark Webber      | Red Bull Racing-Renault | 134    |

### Constructeurs
| Positie | Nummers | Team                    | Rijders                         | Punten |
| ------- | ------- | ----------------------- | ------------------------------- | ------ |
| 1       | 1 2     | Red Bull Racing-Renault | Sebastian Vettel Mark Webber    | 324    |
| 2       | 3 4     | McLaren-Mercedes        | Jenson Button Lewis Hamilton    | 283    |
| 3       | 5 6     | Ferrari                 | Fernando Alonso Felipe Massa    | 263    |
| 4       | 9 10    | Lotus-Renault           | Kimi Räikkönen Romain Grosjean  | 239    |
| 5       | 7 8     | Mercedes                | Michael Schumacher Nico Rosberg | 136    |

## Noot
- Dit was de eerste podiumplaats voor de Japanse coureur Kamui Kobayashi.